# Futsal-Regionalliga Nord 2018/19
Die Futsal-Regionalliga Nord 2018/19 war die zweite Saison der Futsal-Regionalliga Nord, der höchsten Futsalspielklasse in Norddeutschland. Meister wurde der Titelverteidiger HSV-Panthers vor dem FC St. Pauli Sala. Beide Mannschaften qualifizierten sich für die Deutsche Futsal-Meisterschaft 2019.

## Tabelle
| Pl.               | Verein                 | Sp. | S  | U | N  | Tore    | Diff. | Punkte |
| ----------------- | ---------------------- | --- | -- | - | -- | ------- | ----- | ------ |
| 1.                | HSV-Panthers           | 18  | 17 | 0 | 1  | 134:500 | +84   | 51     |
| 2.                | FC St. Pauli Sala      | 18  | 12 | 2 | 4  | 106:660 | +40   | 38     |
| 3.                | Sparta Futsal HSC      | 18  | 11 | 1 | 6  | 105:890 | +16   | 34     |
| 4.                | FC Fortis Hamburg      | 18  | 10 | 1 | 7  | 116:990 | +17   | 31     |
| 5.                | PTSK Kiel              | 18  | 9  | 3 | 6  | 091:710 | +20   | 30     |
| 6.                | Persian Futsal FCV (N) | 18  | 9  | 1 | 8  | 082:780 | +4    | 28     |
| 7.                | Eintracht Braunschweig | 18  | 8  | 3 | 7  | 082:730 | +9    | 27     |
| 8.                | Hannover 96 (N)        | 18  | 4  | 0 | 14 | 072:120 | −48   | 12     |
| 9.                | Werder Bremen          | 18  | 2  | 2 | 14 | 067:129 | −62   | 08     |
| 10.               | OSC Bremerhaven        | 18  | 1  | 1 | 16 | 052:132 | −80   | 04     |
| Stand: Saisonende |                        |     |    |   |    |         |       |        |

| Zum Saisonende 2018/19: |
| Meister und Teilnahme an der Deutschen Futsal-Meisterschaft 2019: HSV-Panthers Teilnahme an der Deutschen Futsal-Meisterschaft: FC St. Pauli Absteiger in die Verbandsliga |